# Ewan MacDonald
Ewan MacDonald (Inverness, 17 de noviembre de 1975) es un deportista británico que compitió por Escocia en curling.
Ganó cinco medallas en el Campeonato Mundial de Curling entre los años 2002 y 2009, y cuatro medallas en el Campeonato Europeo de Curling entre los años 1999 y 2008.
Participó en tres Juegos Olímpicos de Invierno, entre los años 2002 y 2010, ocupando el séptimo lugar en Salt Lake City 2002, el cuarto en Turín 2006 y el quinto en Vancouver 2010, en la prueba masculina.

## Palmarés internacional
| Representando a Escocia |                                   |                   |        |
| Campeonato Mundial      |                                   |                   |        |
| Año                     | Lugar                             | Medalla           | Prueba |
| 2002                    | Bismarck (Estados Unidos)         | Medalla de bronce | Equipo |
| 2005                    | Victoria (Canadá)                 | Medalla de plata  | Equipo |
| 2006                    | Lowell (Estados Unidos)           | Medalla de oro    | Equipo |
| 2009                    | Moncton (Canadá)                  | Medalla de oro    | Equipo |
| Campeonato Europeo      |                                   |                   |        |
| Año                     | Lugar                             | Medalla           | Prueba |
| 1999                    | Chamonix (Francia)                | Medalla de oro    | Equipo |
| 2005                    | Garmisch-Partenkirchen (Alemania) | Medalla de bronce | Equipo |
| 2006                    | Basilea (Suiza)                   | Medalla de plata  | Equipo |
| 2008                    | Örnsköldsvik (Suecia)             | Medalla de oro    | Equipo |